# Brado Logística

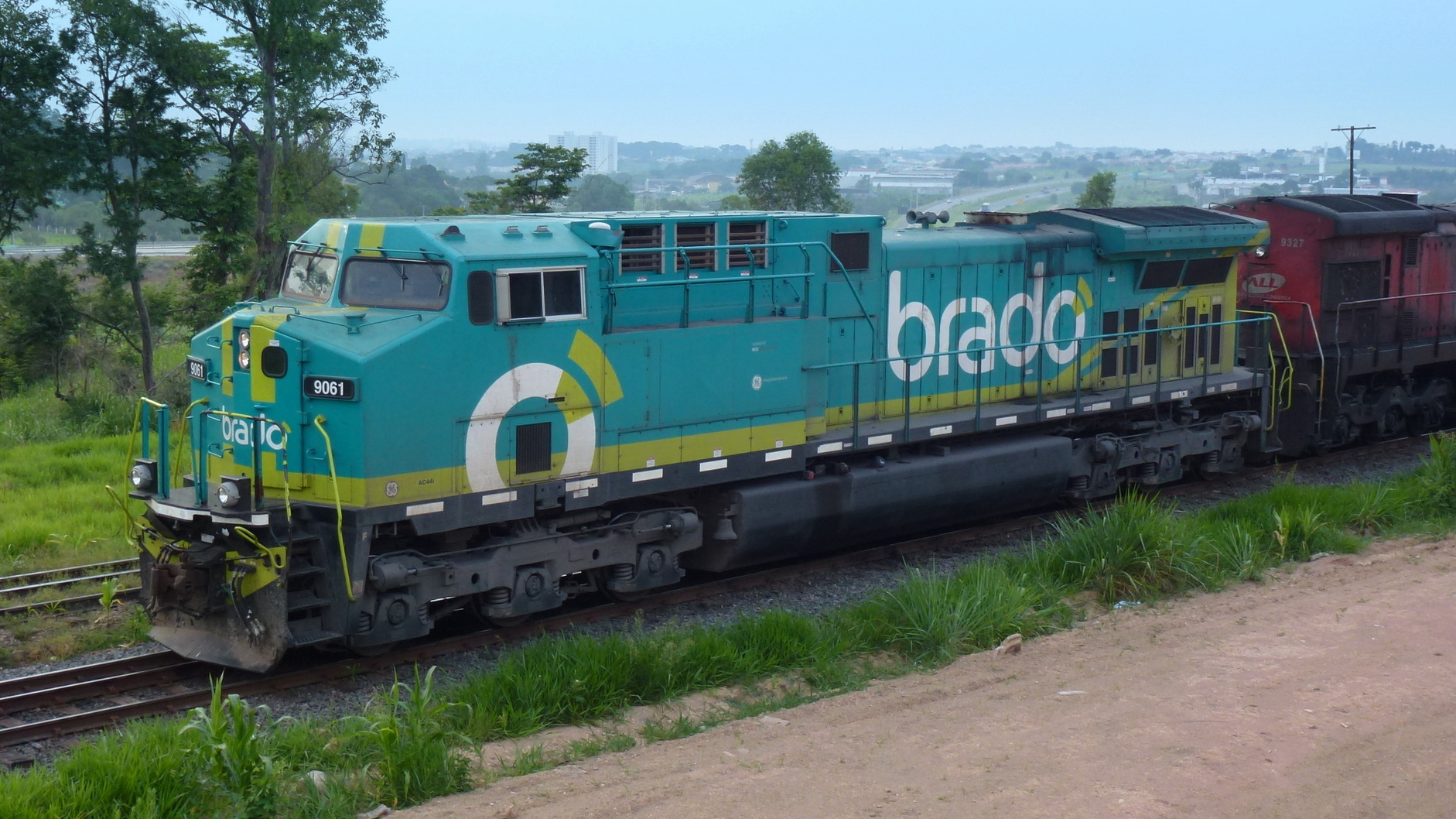
Locomotiva GE AC44i n° 9061 da Brado, na Estação Ferroviária de Itu, SP.

A Brado Logística é uma companhia brasileira de logística ferroviária, especializada na movimentação de cargas conteinerizadas. A Brado, que pertencente ao Grupo Cosan, possui estrutura própria composta por CCO, mais de 20 locomotivas, mais de 4,6 mil contêineres e 2,4 mil vagões, equipamentos, armazéns e terminais.

## História
A Brado foi fundada em 2011, unindo estruturas ferroviárias e de armazenagem focada em atuar na logística de cargas conteinerizadas de pequenos, médios e grandes embarcadores. Em 2015, a companhia passa a fazer parte do Grupo Cosan, como subsidiária da Rumo Logística.
Em junho de 2019, a Brado foi a primeira companhia ferroviária no Brasil e na América Latina, a operar uma frota de vagões chamados Double-Stack, no qual é possível transportar dois contêineres de 40 pés ou até dois contêineres de 20 e um contêiner de 40 pés no mesmo vagão.